# Conférence de Potsdam
Pour les articles homonymes, voir Potsdam (homonymie).
La conférence de Potsdam est une conférence organisée par trois des puissances alliées victorieuses de la Seconde Guerre mondiale pour fixer le sort des nations ennemies. Les États-Unis sont représentés par le président Harry Truman, l'URSS par le secrétaire général et dirigeant Joseph Staline et le Royaume-Uni par ses premiers ministres successifs Winston Churchill et Clement Attlee.
Elle a débuté le 17 juillet 1945 et s'est terminée le 2 août 1945 au château de Cecilienhof, près de Potsdam, dans la banlieue sud-ouest de Berlin (Potsdam avait été précédée des conférences interalliées de Téhéran en décembre 1943 et de Yalta en février 1945).
Le Japon continuant à combattre, cette conférence s'est déroulée avant même la fin de la guerre. Son but était de fixer le sort des puissances qui avaient été ou restaient ennemies des forces alliées. L'Allemagne avait capitulé depuis plus de deux mois, et la victoire était presque imminente sur le Japon qui venait de subir de lourdes pertes territoriales et militaires (le 26 juillet, un ultimatum est signifié à l'empire du Japon, au nom des États-Unis, du Royaume-Uni et de la république de Chine) et qui allait subir deux largages successifs d'une bombe nucléaire américaine (le 6 août sur Hiroshima et le 9 août sur Nagasaki) et aussi devoir faire face à l’entrée en guerre de l'URSS le 9 août 1945. Le 15 août, l'empereur du Japon, Hirohito, annonce à la population japonaise qu'il accepte les accords de Potsdam. Le 2 septembre, le Japon signe sa capitulation, et les États-Unis peuvent négocier en position de force.
Il s'agit de la seule rencontre entre le président américain Harry S. Truman et Joseph Staline, dirigeant soviétique. L'accord de Potsdam a formellement été signé le 26 juillet 1945.

## Troisième Reich
Le Troisième Reich est démantelé, la séparation entre l'Allemagne et l'Autriche exigée et les deux territoires divisés en quatre zones d'occupation.
L'Allemagne voit un déplacement vers l'ouest de sa frontière orientale, perdant environ 25 % de son territoire. La Prusse-Orientale est attribuée à la Pologne et à l'URSS. L'Allemagne perd également la Haute-Silésie, deuxième centre industriel du pays. Les Occidentaux acceptent la nouvelle frontière germano-polonaise, mais seulement de manière provisoire.
L'expulsion d'Europe de l'Est des populations ethniquement allemandes s'effectue dans le vide juridique de l'immédiat après-guerre dans les territoires de la diaspora allemande. Elle est largement entamée de manière spontanée, les Allemands eux-mêmes fuyant devant l'Armée rouge, et elle est habituellement initiée par la nouvelle administration polonaise dans les anciens territoires allemands occupés à l'est de l'Oder et de la Neisse ou initiée par les populations locales. La Tchécoslovaquie entérine légalement cette expulsion ethnique. Dès le 2 août 1945, jour de clôture de la conférence, les décrets Beneš retirent la citoyenneté tchécoslovaque aux ressortissants des minorités allemande et hongroise, entamant leur expulsion. Au total, plus de 11 millions d'Allemands ont été expulsés, 2 millions sont morts et 2,6 millions restaient dans les anciens territoires de peuplement allemand.
Les « cinq D » sont mis en place par les pouvoirs d'occupation en coopération avec les nouvelles autorités allemandes : le désarmement ou la démilitarisation (mesures sur lesquelles on reviendra après l'échec de la Communauté européenne de défense lors des accords de Paris de 1954-55) ; la dénazification ou la destruction de tout ce qui se rapporte au nazisme (programme, propagande, lois nazies), mise en place d'opposants au pouvoir nazi ou de représentants de la république de Weimar aux postes importants ; la décartellisation des grands cartels fusionnés sous la tutelle nazie ; et la démocratisation et la décentralisation pour affaiblir le pouvoir allemand, très centralisé pendant le nazisme, en favorisant une régionalisation qui serait moins encline à permettre un État autoritaire.
Dans le cadre de la dénazification, les occupants décident du jugement des criminels de guerre ; ce seront les procès de Nuremberg.
La question des réparations se heurte aux exigences de Staline, jugées excessives par les Occidentaux. Pour sortir de l'impasse, le secrétaire d'État américain James Byrnes propose un compromis : la fixation du montant total serait confiée à la Conférence des ministres des Affaires étrangères (CMAE), et dans l'intervalle, il était admis que les Soviétiques pouvaient prélever ce qu'ils voulaient dans leur propre zone.

## Italie
L'Italie perd ses colonies africaines : l'Érythrée (administrée par les Britanniques, puis cédée à l'Éthiopie), la Somalie italienne (administrée par les Britanniques, puis de nouveau administrée par l'Italie sur mandat des Nations unies de 1950 à 1960), la Libye italienne (occupée par le Royaume-Uni et la France, puis indépendante en 1951) et l'Éthiopie (qui retrouve son indépendance). L'Albanie, occupée peu avant la guerre, retrouve son indépendance. Les cantons français annexés durant la guerre sont rétrocédés à la France.

## Japon
Le 26 juillet 1945, un ultimatum, la déclaration de Potsdam, est signifié à l'empire du Japon par le président américain Harry Truman, le premier ministre britannique Winston Churchill et le président chinois Tchang Kaï-chek, (l'URSS n'en fait pas partie car le pays n'est pas encore en guerre contre le Japon) : « Nous appelons le gouvernement du Japon à prononcer aujourd'hui la capitulation sans conditions de toutes les forces armées japonaises. […] Sinon, le Japon subira une destruction rapide et totale ». Le territoire du Japon est limité aux quatre îles principales et aux quelques petites îles limitrophes ; les gains territoriaux antérieurs à 1937 (la Corée, Taïwan et le Mandchoukouo) sont libérés de la tutelle nippone. La reddition complète des forces armées est exigée ainsi que l'abdication de l'empereur Hirohito. Les Alliés prônent l'instauration de la liberté d'expression, de pensée et de religion.
Cet ultimatum ne mentionne pas l'arme nucléaire. Durant la conférence, Truman informe Staline de la nouvelle arme des États-Unis qui avait été testée à peine quelques heures avant le début de la conférence. Staline connait déjà l'existence de la bombe nucléaire par ses espions au sein du projet Manhattan. Ce message à Staline est souvent interprété par les historiens[Lesquels ?] de la Nouvelle gauche comme le début de la « diplomatie atomique » en faisant des Américains les initiateurs de la guerre froide avec Truman désormais en position de force dans les négociations face à Staline, qui possède la plus grande armée conventionnelle avec 6 millions de soldats, 300 divisions, 23 300 tanks et 23 400 avions,.
Le 29 juillet, le premier ministre japonais Kantaro Suzuki prononce une déclaration indiquant qu'il entendait ignorer (mokusatsu 黙殺) cet avertissement au motif qu'il n'était qu'une redite de l'ultimatum du Caire. Cette déclaration ambiguë, reprise dans les médias nippons dont l'Asahi Shinbun, était peut-être émise pour apaiser la faction belliciste de l'armée et de la marine mais était comprise par les Alliés comme la volonté du gouvernement japonais de rejeter toute idée de reddition. La première bombe atomique militaire est alors larguée sur Hiroshima le 6 août, puis la seconde le 9 sur Nagasaki, après un second ultimatum de Truman, resté sans réponse. Entre-temps, le 8 août, conformément à un engagement pris en février 1945 à la conférence de Yalta, l'URSS déclare la guerre au Japon, le troisième mois qui suit la capitulation allemande.
Le 2 septembre, la donne géopolitique avait changé avec les deux explosions atomiques, Douglas MacArthur refuse le principe d'une occupation conjointe du Japon avec les Soviétiques.
L'abdication de l'empereur n'est alors plus exigée par les Alliés. Certains historiens, comme Jacques R. Pauwels, prétendent que cette clause n'avait été introduite que pour rendre l'ultimatum de Potsdam inacceptable alors que le Japon exsangue et dont la population civile avait été martyrisée par les bombes incendiaires (notamment celles lâchées sur Tokyo en mars 1945) était prêt à se rendre, ce qui permettrait aux Américains d'utiliser l'arme atomique et montrer leur puissance face aux Soviétiques.

## Indochine française
Concernant l'Indochine française, intégralement contrôlée par les Japonais depuis le coup de force du 9 mars 1945, les Alliés décident, sans consulter la France, de confier le rétablissement de l'ordre au Royaume-Uni et à la république de Chine, les Britanniques devant administrer le sud et les Chinois le nord, les zones d'influence étant délimitées par le 16e parallèle. Cette division devait être toute provisoire et sans réelle signification internationale, mais elle n'allait pas moins contribuer à créer deux États de fait fort distincts. Toutefois, après des négociations, la France réinvestit l'Indochine à la fin de l'année 1945. Le général de Gaulle nomme l'amiral Georges Thierry d'Argenlieu haut commissaire et commandant en chef en Indochine.

## Pologne

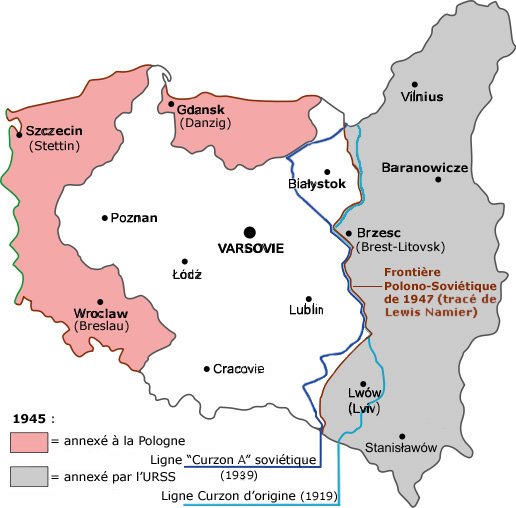
Les frontières de la Pologne en 1945.

Le Gouvernement provisoire d'unité nationale était reconnu par les gouvernements britannique et américain le 5 juillet, avant même l'ouverture de la conférence. La frontière ouest est provisoirement déterminée par la ligne Oder-Neisse. La ville libre de Dantzig est placée sous administration polonaise.